# Jordie Albiston
Jordie Albiston (30 de setembro de 1961 – 1 de março de 2022) foi uma poetisa australiana.

## Biografia

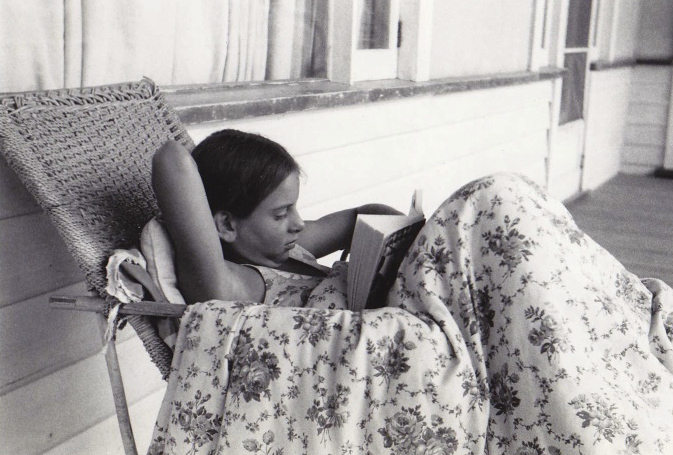
Jordie Albiston em 1970

Jordie Albiston nasceu em Melbourne, era uma dos três ou quatro filhos. Ela estudou música no Victorian College of the Arts antes de completar um doutorado em inglês na La Trobe University.
Ela publicou muitas coleções, muitas das quais ganharam prêmios ou elogios. Uma obra foi apresentada e outra foi utilizada como texto de ópera na Sydney Opera House. Ela se beneficiou de ideias matemáticas e científicas básicas como tema de poesia e algumas de suas obras se beneficiaram de documentos históricos.
Seus poemas podem ser encontrados em antologias, algumas das quais traduzidas para outros idiomas.